# Молюк
Молюк — река в России, протекает в Харовском районе Вологодской области. Устье реки находится в 18 км по левому берегу реки Сима. Длина реки составляет 10 км.
Исток Молюка расположен в северной части большого болота Подомховское в 28 км к юго-западу от Сямжи. Всё течение реки проходит по ненаселённому, местами заболоченному лесному массиву, генеральное направление течения — север, русло — извилистое.

## Данные водного реестра
По данным государственного водного реестра России относится к Двинско-Печорскому бассейновому округу, водохозяйственный участок реки — озеро Кубенское и реки Сухона от истока до Кубенского гидроузла, речной подбассейн реки — Сухона. Речной бассейн реки — Северная Двина.
По данным геоинформационной системы водохозяйственного районирования территории РФ, подготовленной Федеральным агентством водных ресурсов:
- Код водного объекта в государственном водном реестре — 03020100112103000005849
- Код по гидрологической изученности (ГИ) — 103000584
- Код бассейна — 03.02.01.001
- Номер тома по ГИ — 03
- Выпуск по ГИ — 0